# Franz Gromes
Franz Gromes (1808 Linhartice – 15. dubna 1908 Gruna) byl rakouský politik německé národnosti z Moravy, v 2. polovině 19. století poslanec Říšské rady.

## Biografie
Profesí byl dědičným rychtářem v Gruně a poštmistrem v Moravské Třebové.
V zemských volbách roku 1870 byl zvolen na Moravský zemský sněm za kurii venkovských obcí, obvod Moravská Třebová, Svitavy, Jevíčko. Zemský sněm ho roku 1870 delegoval i do Říšské rady (celostátní parlament, volený nepřímo zemskými sněmy).